# حیوانات (فیلم ۲۰۱۹)
حیوانات (انگلیسی: Animals) یک فیلم در ژانر درام به کارگردانی سوفی هاید است که در سال ۲۰۱۹ منتشر شد. از بازیگران آن می‌توان به هالیدی گرینجر و عالیه شوکت اشاره کرد.